# Helen Tanger
Helen Tanger (Hardenberg, 22 agosto 1978) è una canottiera olandese, vincitrice della medaglia d'argento nell'8 con alle Olimpiadi di Pechino 2008 e di quella di bronzo, sempre nell'8 con a Atene 2004.

## Palmarès
- Olimpiadi

Atene 2004: bronzo nell'8 con.
Pechino 2008: argento nell'8 con.
- Campionati del mondo di canottaggio

2005 - Kaizu: bronzo nell'8 con.